# Гренландские Речи Атли
«Гренландские Речи Атли» (исл. Atlamál) — одна из поэм древнескандинавского «Королевского кодекса» (XIII век), входящая в состав «Старшей Эдды». Её причисляют к «песням о героях».

## Сюжет
В «Гренландских Речах» тот же сюжет, что и в «Гренландской Песни об Атли»: конунг гуннов Атли заманивает к себе братьев своей жены Гудрун Гуннара и Хёгни и убивает их, чтобы завладеть золотом Нифлунгов. Гудрун пытается предупредить братьев, но терпит неудачу. Хёгни вырезают сердце, а Гуннара бросают в яму со змеями, причём перед смертью он играет на арфе. Гудрун, чтобы отомстить мужу, убивает двух своих сыновей от него и подносит Атли пиво, смешанное с их кровью, а потом рассказывает, что именно он пил. Она убивает Атли и сжигает его чертог.
«Гренландские Речи» в два с половиной раза объёмнее «Гренландской Песни» из-за новых персонажей, увеличения количества речей, замедления действия. Автор поэмы рассказывает о тревожных снах, увиденных жёнами Гуннара и Хёгни перед их поездкой, о других плохих предзнаменованиях, о том, как Гудрун сражалась на стороне братьев. При всём этом по форме «Речи» заметно проще, чем «Песнь».

## Оценки
Учёные полагают, что «Гренландские Речи Атли» были написаны довольно поздно. Их название может быть связано с местом создания — Гренландией (эту гипотезу подтверждают упоминания белого медведя и долгого морского путешествия) или норвежским регионом Гренланд; согласно ещё одной версии, «Речи» были написаны в Исландии. От других поэм «Старшей Эдды» их отличает реалистичность стиля. Андреас Хойслер полагал, что в «Гренландских Речах» зафиксирован первый этап перехода от краткой героической песни («Гренландской Песни об Атли») к большой поэме.
Расправа Атли над Гуннаром и Хёгни, детоубийство и мужеубийство Гудрун изначально могли быть ритуальным жертвоприношением, но автор «Гренландских Речей» уже не осознаёт этого. Сюжет «Речей Атли» связан с историческими событиями — разгромом гуннами королевства бургундов в 437 году и смертью Аттилы в 453 году (по некоторым данным, он был убит германской пленницей Ильдико).
Исследователи констатируют, что мотив мести Гудрун по-разному проявляется в скандинавской и континентальной версиях эпоса: если в «Старшей Эдде» (в частности, в «Гренландских Речах Атли») Гудрун мстит мужу за братьев, которые прежде убили её первого супруга, то в «Песни о Нибелунгах» она мстит братьям за мужа. Считается, что в «Старшей Эдде» нашла отражение более архаичная версия сказания, возникшая до вытеснения рода семьёй.